# بند التعيينات

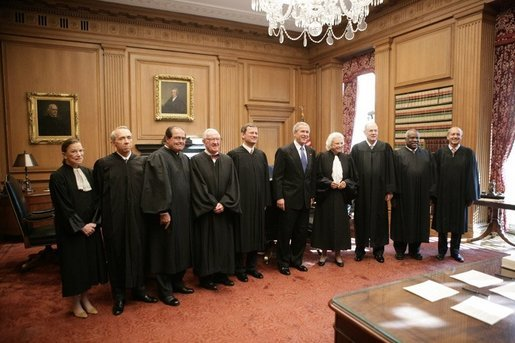

بند التعيينات هو جزء من المادة 2، القسم 2، البند 2 من دستور الولايات المتحدة، والذي يُمكّن رئيس الولايات المتحدة من ترشيح ثم تعيين موظفين عموميين بناء على مشورة وموافقة مجلس شيوخ الولايات المتحدة، يندرج تحت الموظفين العموميين السفراء وغيرهم من الوزراء والقناصل وقضاة المحكمة العليا، وجميع موظفي الولايات المتحدة الآخرين الذين لم يرد في الدستور الأمريكي نص خاص بمناصبهم، والتي من المحتمل إنشاؤها بمقتضى القانون، غير أنه يمكن للكونجرس بمقتضى القانون أن يخول الرئيس سلطة التعيين بالنسبة للوظائف الأدنى، وفق ما يراه الرئيس مناسبا، لمحاكم القضاء أو لرؤساء الإدارات.
```
كما للرئيس سلطة عقد المعاهدات، شريطة موافقة ثلثي أعضاء مجلس الشيوخ الحاضرين. 
```